# Роландо Гарсія
Роландо Гарсія (ісп. Rolando García, нар. 15 грудня 1942) — чилійський футболіст, що грав на позиції захисника.
Виступав, зокрема, за клуби «Депортес Консепсьйон» та «Коло-Коло», а також національну збірну Чилі.

## Клубна кар'єра
Розпочинав грати у футбол в нижчоліговому клубі «Ферробадмінтон», а 1968 року дебютував виступами за команду «Депортес Консепсьйон», в якій провів шість сезонів, взявши участь у 180 матчах чемпіонату. Більшість часу, проведеного у складі «Депортес Консепсьйон», був основним гравцем захисту команди.
Своєю грою за цю команду привернув увагу представників тренерського штабу клубу «Коло-Коло», до складу якого приєднався 1974 року. Відіграв за команду із Сантьяго наступні два сезони своєї ігрової кар'єри. Граючи у складі «Коло-Коло» також здебільшого виходив на поле в основному складі команди і у першому сезоні виграв з командою Кубок Чилоі.
1976 року повернувся до клубу «Депортес Консепсьйон», за який відіграв ще 5 сезонів і також розглядався як гравець «основи». Завершив кар'єру футболіста виступами за команду «Депортес Консепсьйон» у 1980 році. В подальшому став тренером і очолював ряд чилійських футбольних клубів.

## Виступи за збірну
14 липня 1971 року дебютував в офіційних іграх у складі національної збірної Чилі в товариському матчі зі збірною Парагваю, що завершився з рахунком 3:2.
У складі збірної був учасником чемпіонату світу 1974 року у ФРН, де зіграв у всіх трьох матчах проти Західної Німеччини, Східної Німеччини та Австралії, але команда не здобула жодної перемоги і не подолала груповий етап.
Свій останній матч за збірну Гарсія зіграв 25 червня 1975 року проти збірної Уругваю, той матч чилійці програли з рахунком 1:3 Загалом протягом кар'єри у національній команді, яка тривала 5 років, провів у її формі 19 матчів, забивши 1 гол.

## Досягнення

### Командний
Збірна Чилі
- Володар Кубка Хуана Пінто Дурана: 1971

«Коло-Коло»
- Бронзовий призер чемпіонату Чилі: 1974
- Володар Кубка Чилі: 1974